# Comuna Băla, Mureș
Băla (în maghiară: Balla, în germană: Bolla) este o comună în județul Mureș, Transilvania, România, formată din satele Băla (reședința) și Ercea.

## Demografie
Componența etnică a comunei Băla
     Români (89,97%)
     Romi (3,88%)
     Maghiari (2,43%)
     Alte etnii (3,72%)
Componența confesională a comunei Băla
     Ortodocși (92,39%)
     Reformați (1,29%)
     Alte religii (2,59%)
     Necunoscută (3,72%)
Conform recensământului efectuat în 2021, populația comunei Băla se ridică la 618 locuitori, în scădere față de recensământul anterior din 2011, când fuseseră înregistrați 756 de locuitori. Majoritatea locuitorilor sunt români (89,97%), cu minorități de romi (3,88%) și maghiari (2,43%). Din punct de vedere confesional, majoritatea locuitorilor sunt ortodocși (92,39%), cu o minoritate de reformați (1,29%), iar pentru 3,72% nu se cunoaște apartenența confesională.

## Politică și administrație
Comuna Băla este administrată de un primar și un consiliu local compus din 9 consilieri. Primarul, Ioan Huza[*], de la Partidul Național Liberal, este în funcție din octombrie 2020. Începând cu alegerile locale din 2024, consiliul local are următoarea componență pe partide politice:
|  | Partid                     | Consilieri | Componența Consiliului | Componența Consiliului | Componența Consiliului | Componența Consiliului |
|  | -------------------------- | ---------- | ---------------------- | ---------------------- | ---------------------- | ---------------------- |
|  | Partidul Național Liberal  | 4          |                        |                        |                        |                        |
|  | Partidul Social Democrat   | 2          |                        |                        |                        |                        |
|  | Partidul România Mare      | 1          |                        |                        |                        |                        |
|  | Uniunea Salvați România    | 1          |                        |                        |                        |                        |
|  | Partidul Mișcarea Populară | 1          |                        |                        |                        |                        |

## Vezi și
- Biserica de lemn din Băla
- Biserica reformată din Ercea
- Lacurile Fărăgău - Glodeni (sit de importanță comunitară)